# فيرنر كلاس
فيرنر كلاس (بالألمانية: Werner Klaas)‏ (10 مايو 1914 في ألمانيا - 26 مارس 1945) هو لاعب كرة قدم ألماني في مركز الدفاع. شارك مع منتخب ألمانيا لكرة القدم. أما مع النوادي، فقد لعب مع نادي كوبلنتس.

## وصلات خارجية
- فيرنر كلاس على موقع قاعدة بيانات كرة القدم.إي يو (الإنجليزية)
- فيرنر كلاس على موقع ناشيونال فوتبول تيمز (الإنجليزية)
- فيرنر كلاس على موقع عالم كرة القدم.نت (الإنجليزية)